# Supercablat
Supercablat (1986) (titlu original Hardwired) este un roman cyberpunk de Walter Jon Williams.

## Intriga
Lumea este controlată de Corporațiile Orbitale. Acestea au purtat un război de independență, distrugând marile de pe Pământ cu ajutorul meteoriților, iar acum învrăjbesc noile teritorii unele împotriva altora, pentru a-și potența câștigurile. Nu în ultimul rând, piața neagră se află tot sub controlul lor.
Cowboy este un "supercablat" - se poate conecta direct la aparatul său prin intermediul unor mufe amplasate pe cap. El conduce un panzer, făcând contrabandă hi-tech prin regiunea balcanizată, uneori trabsportând chiar produse legale și ignorând aberantele tarife vamale.
Sara, celălalt personaj principal al romanului, vrea să scape de viața de pe Pământ, alături de fratele ei, Daud. Pentru aceasta, este dispusă la rândul ei să lucreze pentru orbitali, sperând ca astfel să își cumpere un bilet spre platformele orbitale. Însă, odată ce își îndeplinește slujba pentru care a fost angajată, devine o "persona non grata", iar tentativele de asasinat la adresa ei se înmulțesc.
Sara și Cowboy ajung să facă echipă împreună, fiecare încercând să își folosească propria rețea de contrabandă, până când constată că orbitalii s-au infiltrat chiar și acolo. Prietenii pe care se pot baza se împuținează, foști colaboratori îi trădează, iar Sara ajunge să fie manipulată chiar prin intermediul fratelui ei, de a cărui dependență orbitalii știu să profite.
Cei doi reușesc în cele din urmă să adune o trupă de răzvrătiți într-un război împotriva raiului orbital, ajutați pe ascuns de Reno - un contrabandist al cărui trup a fost ucis, dar a cărui personalitate a rămas în viață în mediul virtual. Pentru a-și asigura victoria, răzvrătiții apelează atât la metodele de manipulare învățate de la orbitali, cât și la armele lor redutabile, reușind să dărâme structura care făcea ca libertatea lor să fie doar iluzorie.

## Opinii critice
Roger Zelazny a acceptat cererea lui Williams de a-l lăsa să folosească Drumul iadului din romanul său omonim, lucru recunoscut de autor în dedicația de la începutul cărții. Ulterior, Zelazny a declarat despre roman: "Conține toate lucrurile mele favorite - sânge, iubire, foc, ură și unul sau două idealuri înalte. Mi-aș dori să-l fi scris eu.".
Romanul a generat opinii diverse. Dacă David Gentle scrie pe CyberpunkReview.com că Supercablat este deasupra creațiilor cyberpunk obișnuite, în Enciclopedia Science Fiction, John Clute și Peter Nicholls caracterizează romanul ca fiind "derivat". Cartea a fost inclusă în bibliografia de bază a cursurilor despre literatura cyberpunk din universitățile americane.

## Originea romanului și adaptări
Romanul are la bază două nuvele anterioare ale lui Williams, Panzerboy și Sara lucrează cu Nevăstuica (Sarah Runs the Weasel), ambele apărute în 1986.
Jocul RPG Cyberpunk al celor de la R. Talasorian are la bază romanul Supercablat.